# Нижнє Чіамахі
Нижнє Чіамахі (рос. Нижний Чиамахи) — село Акушинського району, Дагестану Росії. Входить до складу муніципального утворення Сільрада Кассагумахинська.
Населення — 30 (2010).

## Населення
За даними перепису населення 2002 року в селі мешкало 33 особи. В тому числі 12 (36,36 %) чоловіків та 21 (63,64 %) жінка.
Переважна більшість мешканців — даргинці (100 % від усіх мешканців). У селі переважає сирхинсько-тантинська мова.